# Рихтер, Алла Эдуардовна
Алла Эдуардовна Рихтер (род. 24 апреля 1999, Тарко-Сале) — российская тяжелоатлетка. Призёр чемпионатов России 2023 и 2024 годов. Мастер спорта России.

## Биография
Родилась 24 апреля 1999 года. Тренируется под руководством Сухарь Николая Николаевича. Воспитанница Пуровской районной СШОР «Авангард» города Тарко-Сале.
Имеет звание «Мастер спорта России».
На чемпионате России по тяжёлой атлетике 2023 года, который состоялся в Новом Уренгое, Рихтер завоевала бронзовую медаль чемпионата страны в весовой категории до 76 кг, с общим весом на штанге по сумме двух упражнений 209 килограммов.
В июле 2024 года на чемпионате России, который состоялся В Новосибирске, Алла завоевала бронзовую медаль в категории до 76 кг с результатом 207 кг по сумме двух упражнений.
12 мая 2025 года решением комиссии по предварительному рассмотрению случаев нарушений антидопинговых правил РАА «РУСАДА» была дисквалифицирована на 18 месяцев за нарушение Общероссийских антидопинговых правил, с зачетом отбытого срока временного отстранения, а именно с 4 марта 2025 года.
В 2019 году завершила обучение в профессиональном училище №1 города Тарко-Сале.

## Основные результаты
| Год  | Соревнования     | Место проведения | Весовая категория | Рывок, кг | Толчок, кг | Сумма, кг | Место |
| ---- | ---------------- | ---------------- | ----------------- | --------- | ---------- | --------- | ----- |
| 2023 | Чемпионат России | Новый Уренгой    | до 76 кг          | 97        | 112        | 209       | 3     |
| 2024 | Чемпионат России | Новосибирск      | до 76 кг          | 94        | 113        | 207       | 3     |